# Margaret Cheyne
Margaret Cheyne, död 1537, var en engelsk dömd förrädare. Hon avrättades genom bränning på bål dömd som förrädare efter sitt deltagande i Pilgrimage of Grace. Hon var sambo med en av de ledande upprorsmännen, John Bulmer. Hon är den ena av endast två kvinnor som kan bekräftas ha utsatts för tortyr i Towern: den andra är Anne Askew. 